# Простая девушка (телеспектакль)
«Простая девушка» — телеспектакль, поставлен режиссёром А. Белинским по одноимённой пьесе Василия Шкваркина.
На телевидении показывался однажды в 1981 году, в постсоветской России впервые был показан на канале «Культура» 26 марта 2012 года. В спектакле звучит музыка 1930-х годов.

## Сюжет
Сюжет состоит из нескольких параллельно развивающихся любовных историй. Московский дворик 1936 год. В семье Павла Ивановича и Прасковьи Ивановны Захаровых появляется домработница Оля, за которой начинает ухаживать их сын Коля. За соседкой Полей ухаживает сын Сергея Сергеевича — Валентин, за Ириной (которую её мать называет Ираидой Петровной) ухаживает шофёр Мишка Застрелихин. А Ирина влюблена в Егора Гавриловича, которого она нежно называет Джорджи, а он будучи в браке не один раз, женитьбой не интересуется: «…я этой бражки попробовал…»
Родители Коли негативно воспринимают его отношение к Оле. Но проходит слух, что Оля журналистка и собирает материалы для статьи о жильцах дома.
Это заставляет родителей Коли и соседей резко изменить своё отношение к ней. Все жители дома стали доброжелательными и обращаться к домработнице не иначе как дорогая Ольга Васильевна. Но через две недели супруги Захаровы подслушали разговор Коли и Оли. И всем стало понятно, что она всего лишь простая девушка. Её попросили покинуть дом. И вот незадача за «простой девушкой» приехал её родной дядя — директор 7-го завода Белоусов Константин Николаевич…

## В ролях
- Людмила Дребнёва — Оля
- Евгений Лазарев — Павел Иванович, отец Коли
- Галина Анисимова Прасковья Ивановна, мать Коли
- Виктор Гордеев — Коля
- Андрей Сорокин — Валентин
- Вера Харыбина — Поля
- Людмила Гаврилова — Ира
- Михаил Филиппов — Егор Гаврилович
- Татьяна Егорова — Анна Михайловна Самозванцева, мать Иры
- Владимир Горюшин — Миша Застрелихин
- Константин Михайлов — Сергей Сергеевич, отец Валентина
- Алексей Преснецов — Белоусов Константин Николаевич, дядя Оли
- Татьяна Ленникова — Евдокия Петровна, соседка с радиоприёмником
- Валентин Печников — Андрей Степанович
- Коля Лазарев — Игорь, соседский мальчишка

## Съёмочная группа
- Автор сценария: Василий Шкваркин
- Режиссёр-постановщик: Александр Белинский
- Художник: Станислав Морозов
- Ассистент режиссёра: Шмальц Е.
- Ведущий оператор: Юрий Исаков
- Операторы: Пугачёв А., Урутян М.
- Музыкальный редактор: Крутоярская М.
- Звукорежиссёр: Бикментаева М.
- Художник по костюмам: Таар Г.
- Художник по свету: Андреев Э.
- Гримёры: Бернович Т., Бульбачёва Н., Харланова Т.